# Brdo (gmina Slovenske Konjice)
Brdo – wieś w Słowenii, w gminie Slovenske Konjice. W 2018 roku liczyła 86 mieszkańców.